# Nida (platå)
Nida är en platå i Grekland.   Den ligger i regionen Kreta, i den sydöstra delen av landet, 300 km söder om huvudstaden Aten.